# Lazina
Lazina este o localitate din comuna Žužemberk, Slovenia, cu o populație de 21 de locuitori.